# JR九州BEC819系電車
BEC819系電車（BEC819けいでんしゃ）は、九州旅客鉄道（JR九州）の近郊形交流用蓄電池電車。「DENCHA（デンチャ）」の愛称がある。

## 概要
JR九州がキハ40系等の気動車で運行されている非電化路線のうち、都市部かつ比較的短距離区間で運用されている線区への置き換えを目的として開発された。最初に投入されたのは筑豊本線（若松線）であるが、これは筑豊本線が「蓄電池で走行する路線長が搭載可能な蓄電池の容量に適している」ことに加え、「北九州市が『世界の環境首都』を目指しており、市内を走る若松線への導入がふさわしい」という理由からである。世界初の交流方式による蓄電池電車となった817系改造の試作車による試験結果を踏まえ、実用化した量産車両として製作されるものであり、車体・接客設備は817系2000番台をベースとしつつ、305系からのフィードバックも行われている。
2014年（平成26年）11月に投入を公式発表、2016年（平成28年）1月29日に詳細が発表された。車体の塗装や内装デザインは、JR九州の車両デザインを多く手がけている水戸岡鋭治が担当している。
2017年（平成29年）5月24日付けで、鉄道友の会より「第60回ブルーリボン賞」を受賞した。
派生車種として、東日本旅客鉄道（JR東日本）では本系列をベースに耐寒耐雪対応等のカスタマイズを行ったEV-E801系を導入している。

### 蓄電池試験車からのフィードバック
2012年（平成24年）から2013年（平成25年）にかけて行った、817系1000番台改造車での蓄電池電車試験では、以下の問題が指摘された。
1. 電車をベースとした改造車であったことから、床下に搭載する主回路蓄電池のスペースに制約があり容量が不足した。
2. 電車と同じパンタグラフ折畳み高さでは非電化区間に存在する狭小トンネルに干渉する可能性がある。
3. 電化・非電化の境界駅で走行モードを切り換える際に室内灯が消灯する。
4. 非電化区間において、誤ってパンタグラフを上昇させたまま走行する危険性がある。

これらの問題を解決しながら本形式の設計を開始し、先行量産車で走行試験まで実施した。

## 構造

### 車体
車体は『人と地球の未来にやさしい』をコンセプトとし、817系をベースに305系で採用された押しボタン式開閉ドア（スマートドア）や「マルチサポートビジョン」（大型液晶ディスプレイ）を導入した。外装には817系2000番台の白色をベースにして、ドアには「地球をイメージ」した青色を配色しており、乗降扉の脇には817系と同様の「CT」のロゴステッカー（水色）と「819 DENCHA DUAL ENERGY CHARGE TRAIN」のロゴが青色で描かれている。編成記号はZが用いられており、現時点では全車が筑豊篠栗鉄道事業部直方車両センターに所属する為、全編成が「ZG」編成である。1編成（2両）当たりの重量は70 t で、設計最高速度は120 km/h。817系と同様のアルミ合金製車体で、前面は貫通形（クハBEC818形に貫通幌設置）であり、前照灯はLEDが採用されており、817系1100番台以降と同じく大型のLED式行先表示器を前面と側面に設置している。

### 台車・機器

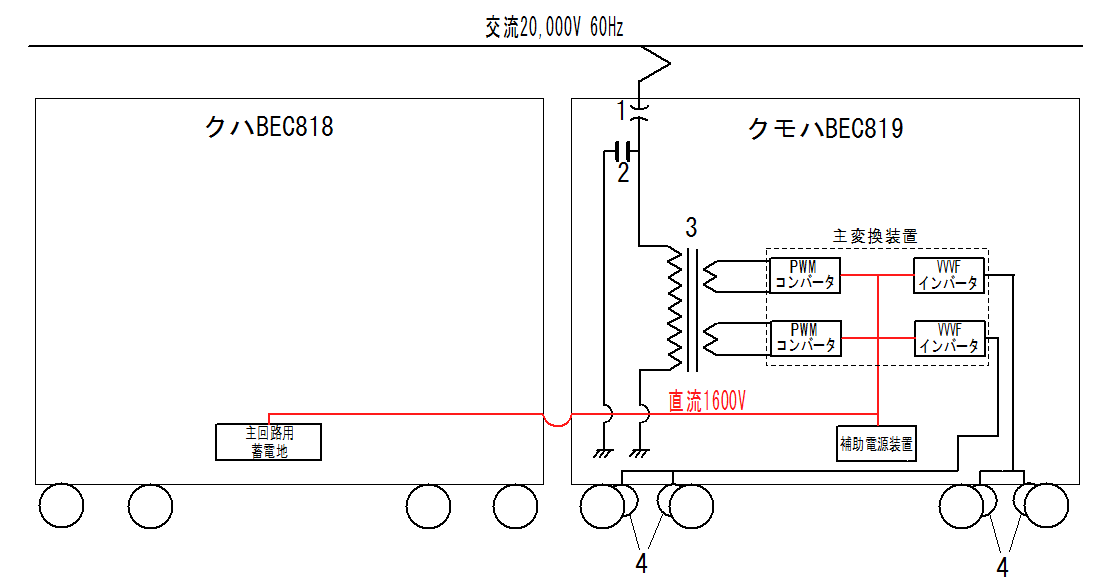
主回路の見取り図。1交流遮断器、2交流避雷器、3主変圧器、4主電動機

制御方式は817系と同じく回生ブレーキ付きのPWMコンバータ + VVVFインバータ制御方式を採用している（日立製作所製 主変換装置）。主回路の構成は架線からの交流20,000 V 60 Hzを主変圧器を介して降圧した後にPWMコンバータで直流1,600 Vに変換 し、その後にVVVFインバータで三相交流に変換して誘導電動機を制御するが、PWMコンバータとVVVFインバータの間には主回路用蓄電池と補助電源装置が繋がっており、両者とも直流1,600 Vの電力を使用している。コンバータとインバータ各1基で2基の主電動機を制御する1C2M構成を1群とし、それを2群としたものを主変換装置に搭載しており、1群に不具合が発生した場合には、それを切離して別の1群で運転ができる片群運転が可能となっている。
主電動機は保守性の向上と塵埃の浸入を防止を図るため、電動機内部を外気から遮断した全閉形外扇方式のかご形三相誘導電動機の MT404K（出力95 kW/個×4）を採用しており、817系より出力を絞っている。
主回路用蓄電池は主回路用蓄電池箱に収められており、クハBEC818形にマンガン酸リチウムイオン二次電池 CH75-6形（日立化成製）を搭載している。それを72個直列に接続されたモジュールを3並列とした構成としており、モジュール自体を1つの主回路用蓄電池箱にまとめて、それを3つ床下に搭載した「3バンク」の構成としている。各バンク入力部には電磁接触器を設置しており、バンク内の主回路用蓄電池に異常が発生しても、主変換装置からの指令により異常が発生したバンクの電磁接触器を開放することで、残りの正常なバンクでの運転継続が可能となっている。各バンクの主回路用蓄電池箱は、箱内の温度の均一化や冷却のため、箱にファンを搭載しており、817系の識別を目的に青色に塗装され、 その上部に緑色表示灯を6つずつ装備して点灯させることで、夜間での識別を可能としている。搭載されている主回路用蓄電池の総容量は、定格電圧1600 V（最大1814 V）、定格容量383.6 kWh（新製時点）となっており、817系試作車よりも高電圧大容量となっている。そのため、制御車の車両重量は817系よりも約7.5 t増加しており、主回路用蓄電池が床下のスペースをほぼ占めているため、非常用空気タンクなどの機器配置を見直しており、817系で搭載されていた補助電源装置や電動空気圧縮機などはクモハBEC819形に搭載されている。その他にも、床上に設置されていた客室サービスや安全を損なうことがない機器類を、連結側の車体妻面に配置した機器室に収納している。
主回路システムにおいては、「架線走行モード」と「蓄電池走行モード」の2つの走行モードがあり、架線走行モードでは、電化区間はパンタグラフを上げて、屋根上にある交流遮断器の真空遮断器（VCB）を入りの状態とするモード、蓄電池走行モードでは、非電化区間はパンタグラフを下げて、屋根上にある交流遮断器の真空遮断器（VCB）を切りの状態とするモードであり、ともに主回路用蓄電池は主回路に接続されている。電化区間では架線走行モードとし、加速中は通常の交流形電車同様に架線からの給電により主電動機を駆動させ、惰力時ならびに減速時には、架線から設定された充電率に到達するまで、主回路用蓄電池に小電流での充電を自動的に行い、非電化区間では、蓄電池走行モードとし、主回路蓄電池からの給電に より走行、減速時には回生ブレーキから発生した電力を主回路充電池に充電を行う方式となっており、非電化区間の走行後の電化された駅での停車中において、主回路用蓄電池に短時間で大容量の電力を供給する急速充電を行うことで充電時間の短縮を図ることが可能であり、10分間の充電で約90kmの走行が可能である。これにより、気動車からの置き換えにより動力費を5割削減することを目標とするという。
補助電源装置は出力80 kVAの静止形インバータ（SIV）を採用しており、電化区間では主回路のPWMコンバータから変換された直流1600 Vの電力、非電化区間では主回路用蓄電池からの直流1600Vの電力を三相交流440 Vに変換して電力を供給している。
電動空気圧縮機は保守の低減を図るため、潤滑油が不要なドイツ・クノールブレムゼ製のオイルフリーレシプロ式コンプレッサ（VV120-T形・吐出量が約700L/min）を採用している。
集電装置（パンタグラフ）は下げ定位の空気上昇式のシングルアーム式を採用しており、クモハBEC819形の屋根上に設置されている。設置されている部分を低屋根構造とすることで、狭小断面トンネルでも走行可能としており、パンタブラフの折り畳み高さ3980 mmに抑えている。また、上部のすり板を4枚とすることで、架線からの急速充電中において、すり板1枚当たりに流れる電流値を抑制している。
台車は円錐積層ゴム軸箱方式のボルスタレス空気ばね式である DT409K（制御動力車）・TR409K（制御車）であり、車輪直径等の寸法・歯車比は817系のDT404K・TR404Kと同じである。前者は電動機の形式変更に伴って電動機の取付け部分の構造が変更されており、後者は制御車の床下に大容量の主回路蓄電池箱を搭載したことによる重量増（約7.5t）となったため、軸箱支持装置に電動車用の円錐積層ゴム式に変更されており、台車枠に取付けられている差圧弁やユニットブレーキも電動車用のものが使用されている。
1両あたり消費電力は、415系を「100」とした場合、BEC819系は817系と同じ「53 %」（理論値）に削減している。
ATSは新製時から、JR九州が2011年（平成23年）頃から設置を進めているATS-DK形を装備。ATS-SK形の機能に加えて、省令に基づくパターン連続照査に対応した形になっている。

### 運転台
運転台の主幹制御器（マスター・コントローラー）は左手操作のワンハンドル式である。正面に12.1インチのSynaptra乗務員支援モニタを装備しており、車両の制御状態・サービス機器の状態・蓄電池残量・主回路蓄電池の温度や電圧などの管理や監視を行っている。側面には蓄電池への急速充電を開始するためのスイッチや蓄電池走行起動スイッチなどを配置しているが、その他の機器配列については817系2000番台と同じである。
電化・非電化区間の切り替えには『パンタグラフインターロックシステム』と呼ばれるシステムを使用している。これは地上に設置されたIDタグを使って信号を送り、乗務員支援モニタにパンタ上げ・下げ指示の表示および、運転機器に力行禁止指令・解除を送る。
非電化区間突入の際は、IDタグ（上り、パンタグラフ下げ）により、パンタグラフ下げの指令をモニターに注意喚起を出すとともに、その後に運転停車してパンタグラフを降下させずに力行（加速）させても、力行禁止の指令が働き車両を停止させ続ける。運転士が停車中にパンタグラフを手動操作で下げることで力行禁止が解除されるが、万が一パンタグラフを上げたまま非電化区間に突入した場合は、建築限界などによりパンタグラフを損傷しないよう、別のIDタグにより非常制動および、強制パンタ下げが行われる。
一方電化区間突入の際は、IDタグ（下り、パンタグラフ上げ）により、パンタグラフ上げの指令をモニターに注意喚起を出すとともに、その後に運転停車してパンタグラフを上昇させずに力行（加速）させても、力行禁止の指令が働き車両を停止させ続ける。運転士が停車中にパンタグラフを手動操作で上げることで、力行禁止が解除される。万が一、パンタグラフを下げたまま電化区間に突入した場合でも、走行中にはパンタグラフは架線に接触しないため、損傷の心配はない。
300番台および0番台から改造された100番台では車側カメラを設置しホームミラーに代えている。それに伴い運転席には新たに2画面のモニター画面が設置されている。
蓄電池残容量の表示機能や電化・非電化切り替えなどを通知する機器として、日立製作所製の車両情報制御装置「Synaptra」を採用している。車両間の伝送路にはイーサネットケーブルを使用しており、伝送速度は100 Mbpsを有する。
表示機能として、車両状態表示、故障情報表示、蓄電池情報表示、走行可能距離表示機能、記録機能として、運転状況記録、蓄電池情報記録、故障記録機能、通知機能として、走行区間切り替え通知機能などを備えている。このほか、非電化区間における本系列同士での併結時に編成全体で蓄電池残量を表示する機能、電化区間における本系列同士、異車種との併結時に情報を表示させる機能を有している。

### 車内
座席は817系2000番台・3000番台や305系と同様、合板（プライウッド）のシートにモケットを貼り付けたオールロングシート。座席形状・つり革配置なども817系2000・3000番台とほぼ同じであるが、座面は305系と同様の厚みが増したものとなったほか、枕木方向のつり手が増設されている。扉側の仕切り板は305系に準じたポリカーボネート製の大型のものとされた。なお、300番台では座席や袖仕切りが821系と同等のものに変更されている。
トイレはクハBEC818形の3位側に設置されており、汚物処理装置には清水加圧式が採用されている。
側扉上にはこれも305系と同様の次駅等の案内を行う車内案内表示器（マルチサポートビジョン）が千鳥状に設置されている。また、各車両1台ずつ設置されている車端部の機器室壁面にあるMSVには、次駅等の案内と合わせて架線・蓄電池・主電動機等の間のエネルギーの流れが表示される。ワンマン運転対応であるが運行予定区間では駅収受式が採用されており、整理券発行機や表示器等の車内収受式ワンマン運転用機器は準備工事のみ行われている。
また、ドア部分には305系同様に、特急「あそぼーい!」で使われるマスコットキャラクター「くろちゃん」が描かれている。

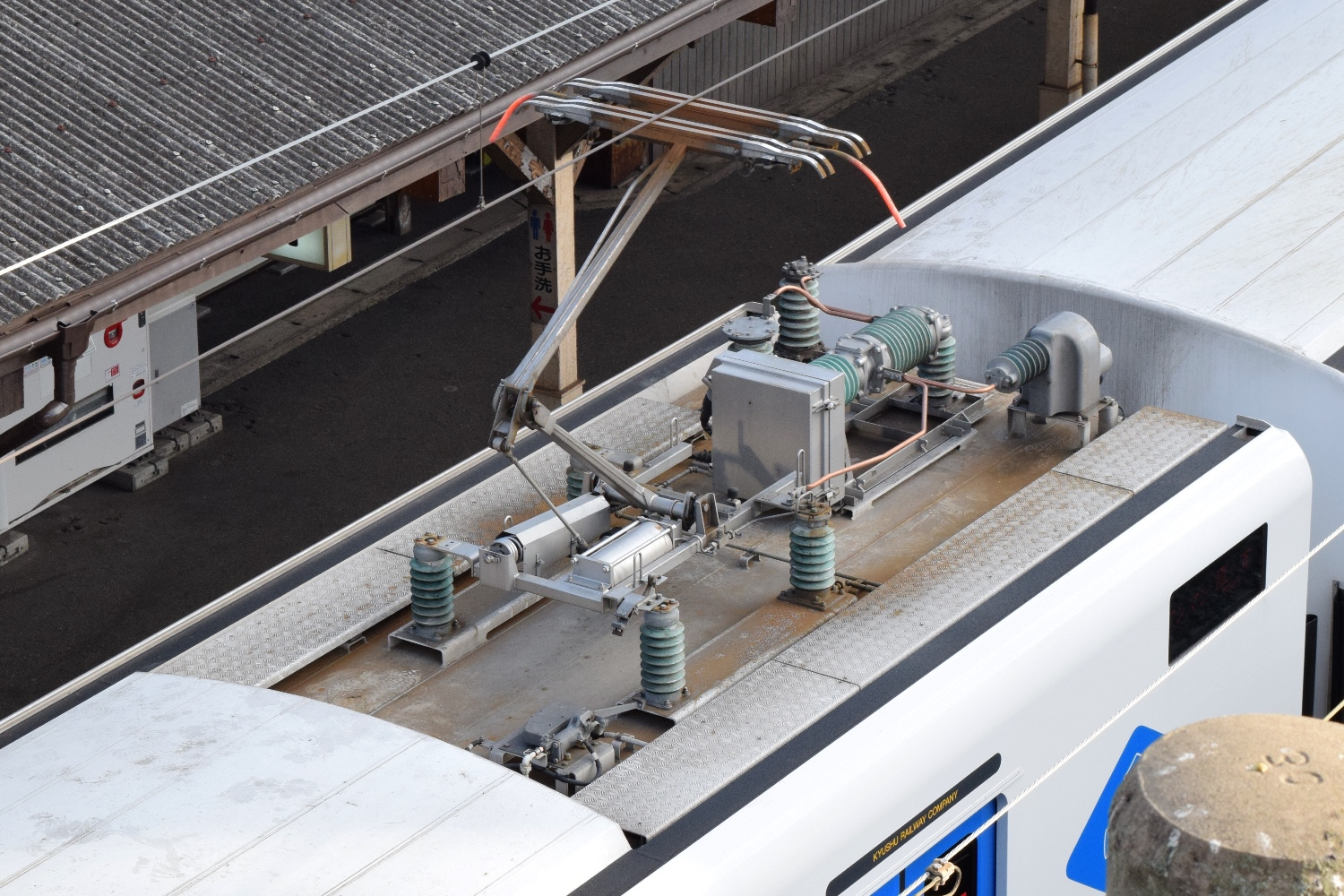
パンタグラフ設置部分  極狭断面トンネルに対応する為、他の屋根部分よりも低くなっている事が分かる。
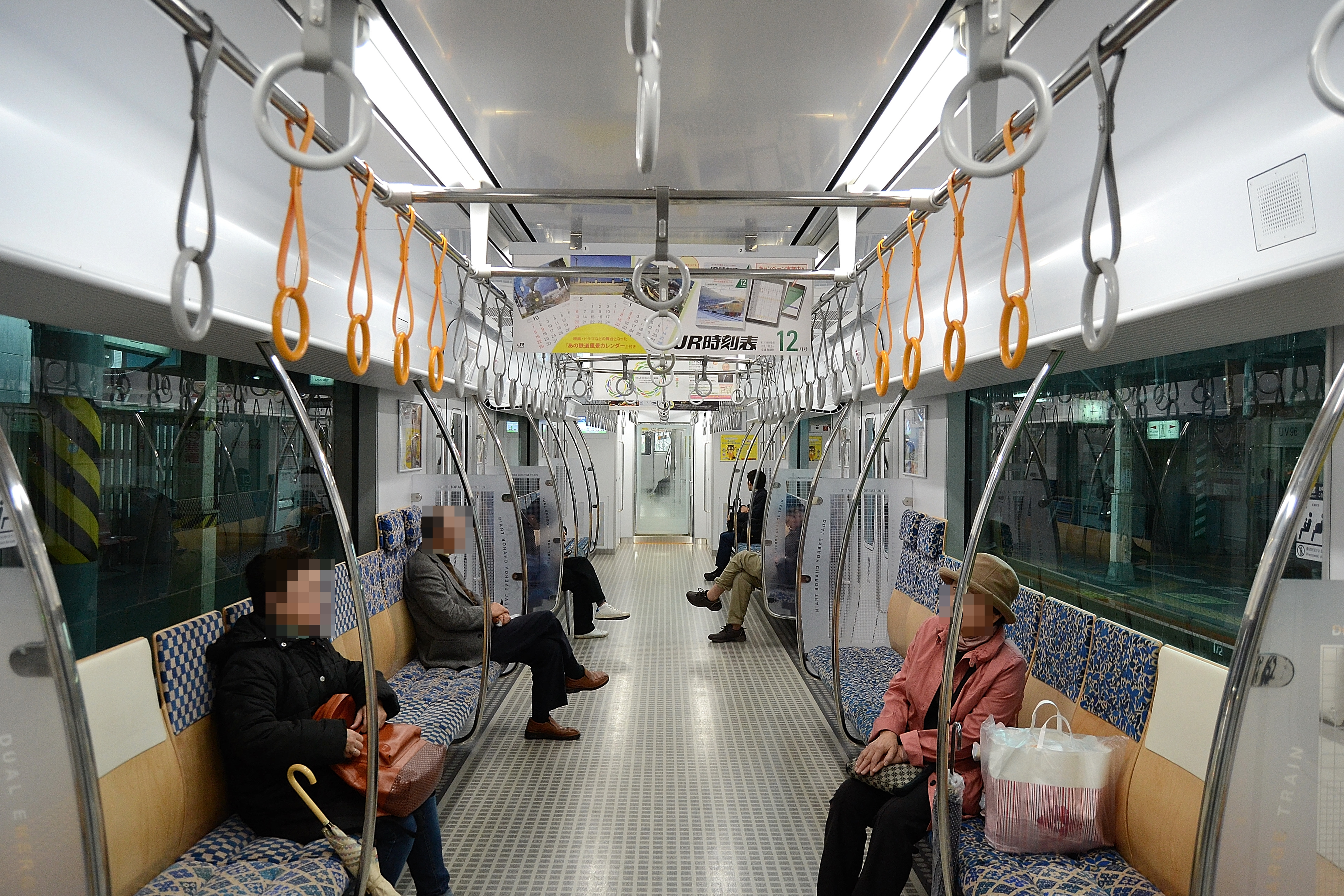
車内（0番台）
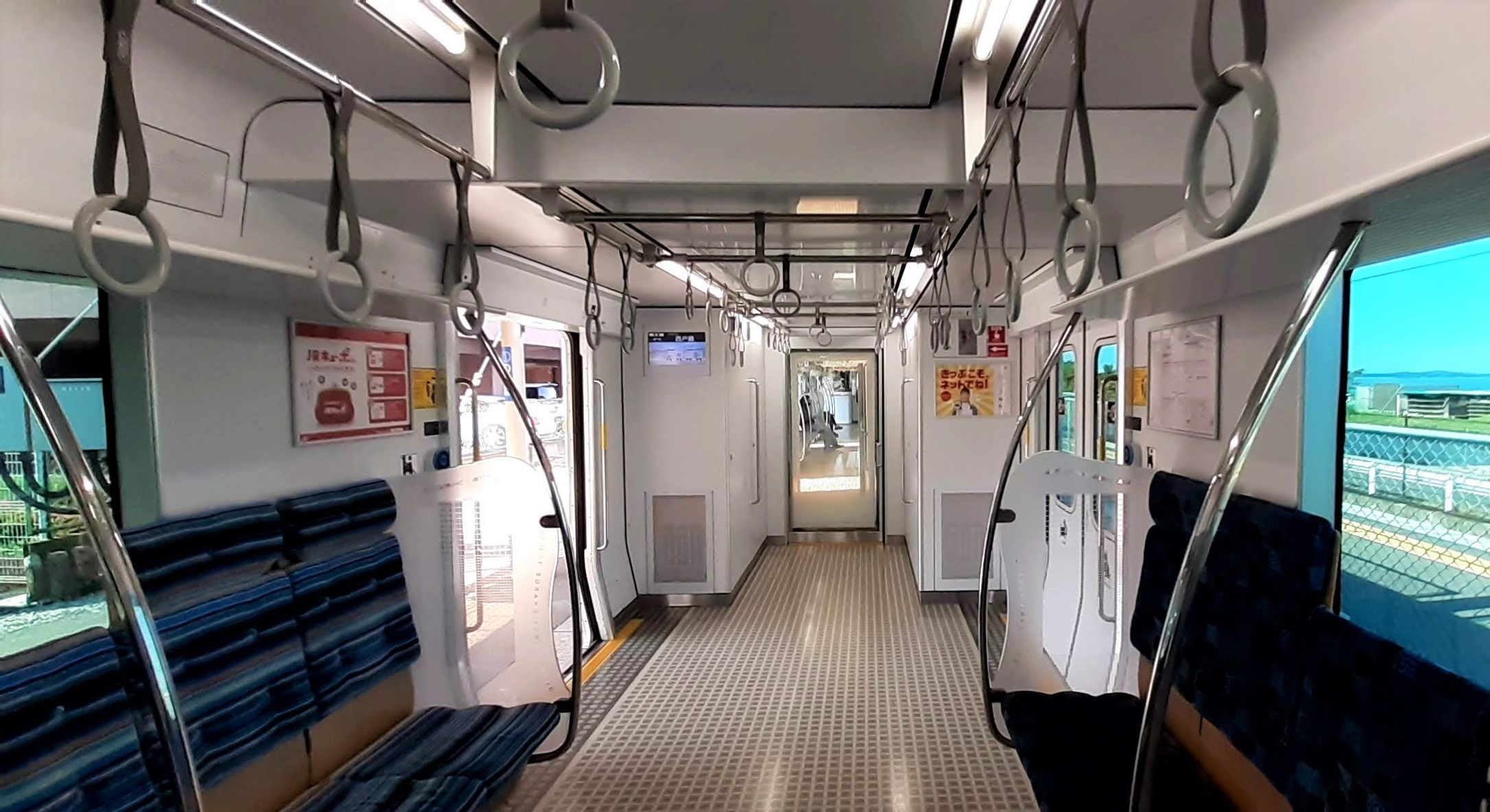
低屋根構造となっている車内（300番台）
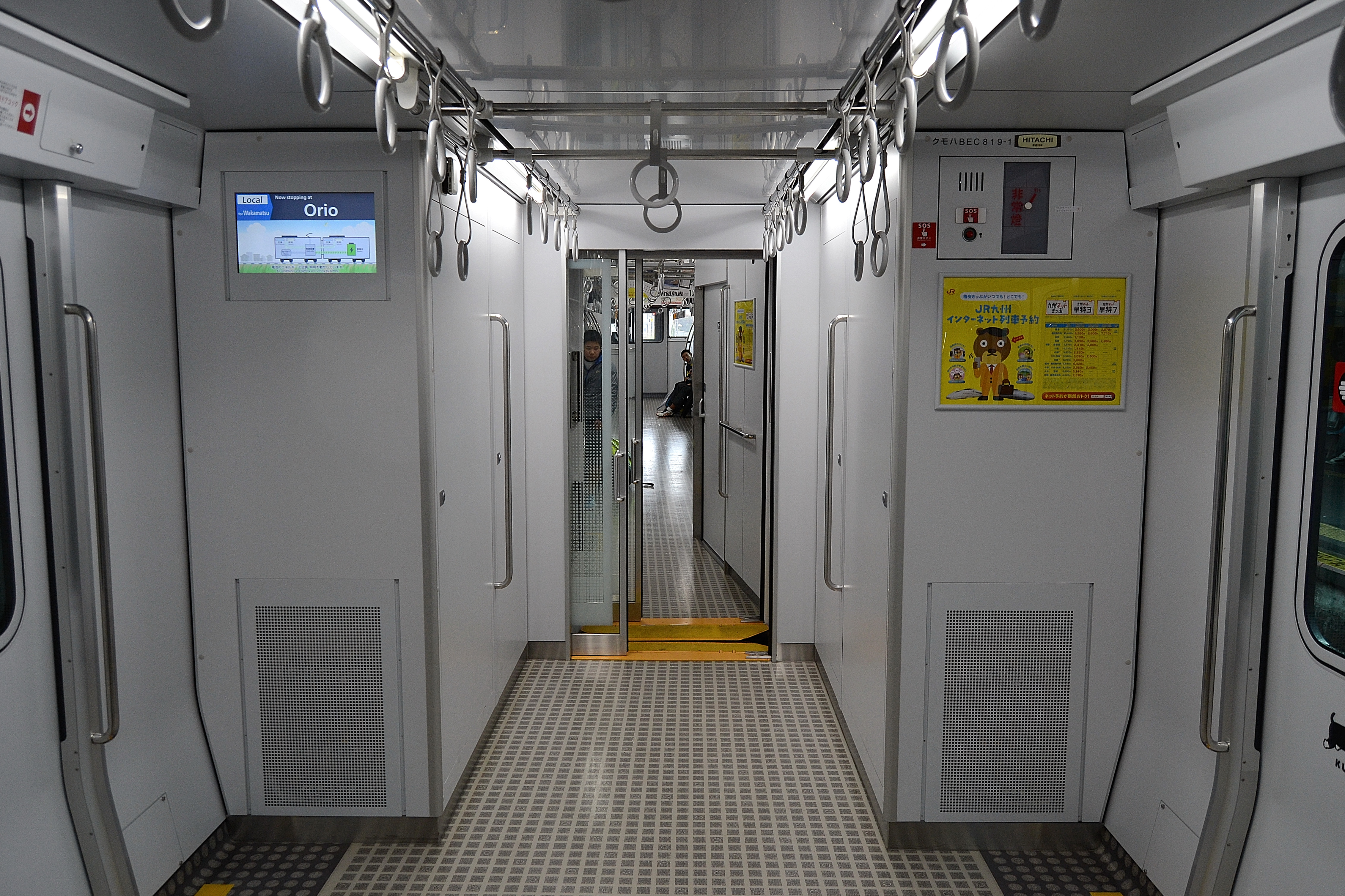
車端部の機器室と左側の壁面に設置されている案内表示器（マルチサポートビジョン）
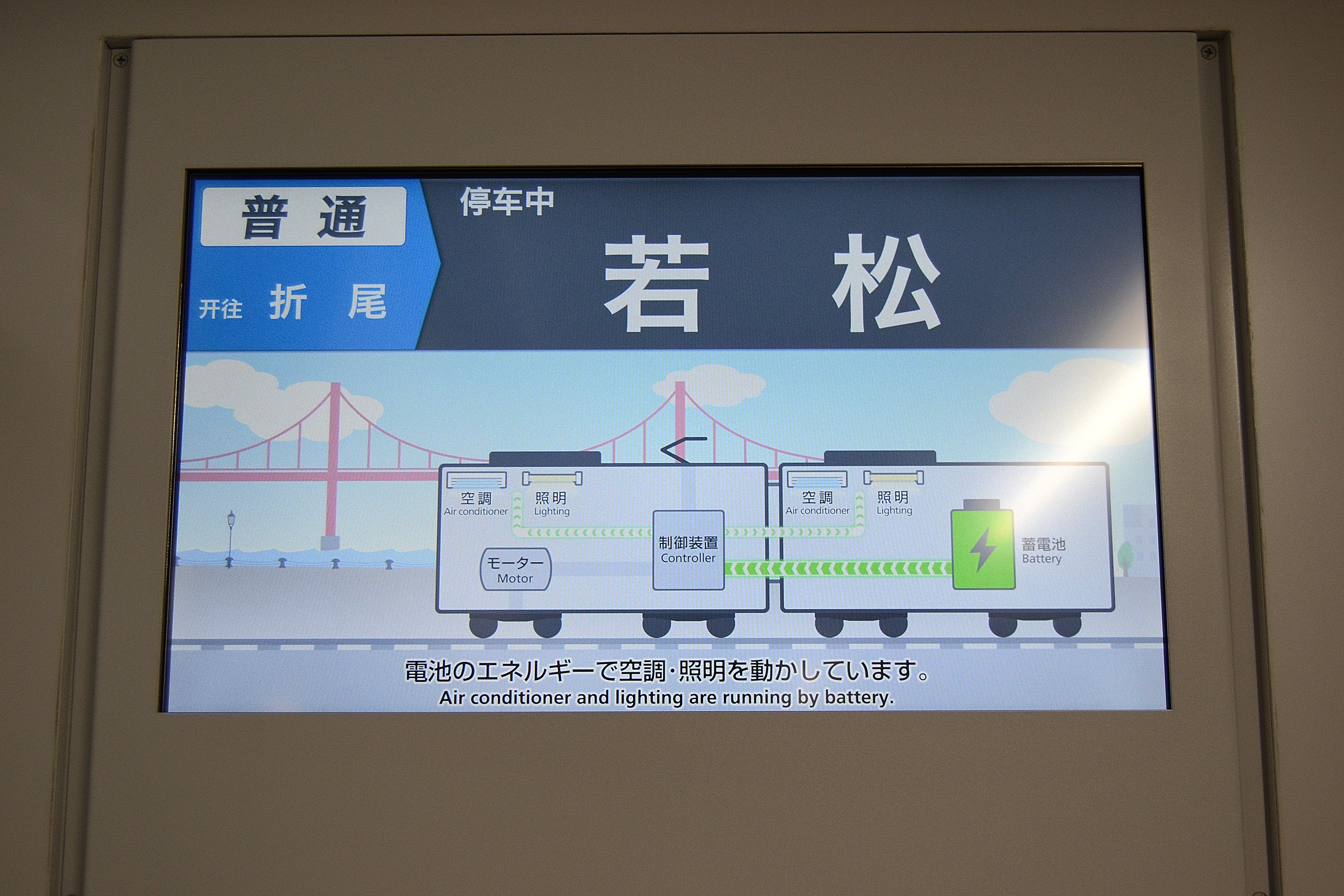
機器室壁面に設置されている案内表示器（マルチサポートビジョン）には、架線・蓄電池・主電動機等の間の電気の流れが表示される
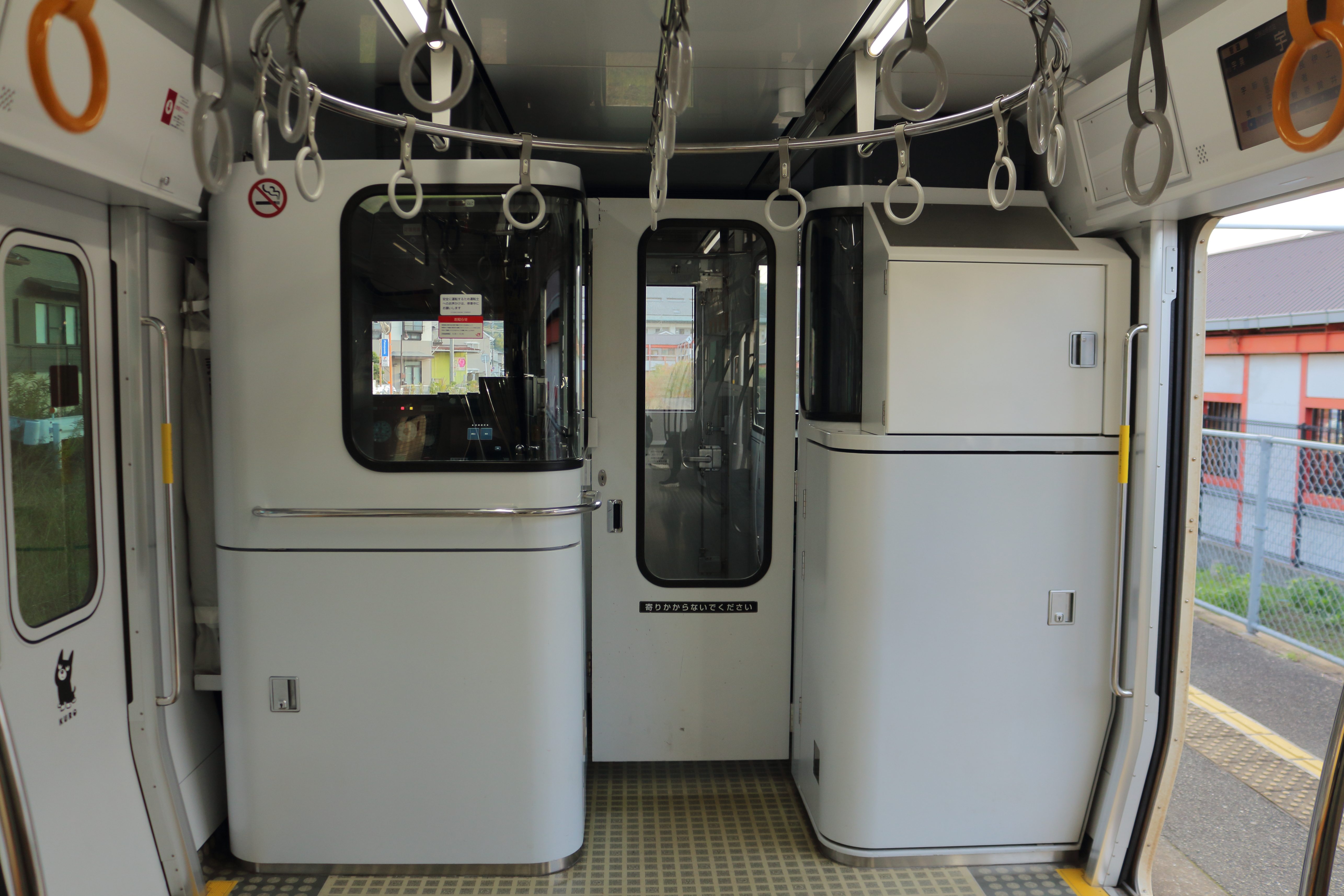
自動列車運転装置が搭載された運転台（5300番台）

## 形式
クモハBEC819（Mc）+クハBEC818（Tc）の2両編成。車両定員は、クモハBEC819が座席40名/立席93名、クハBEC818が座席40名/立席91名で編成定員は合計264名。JR九州の在来線旅客車両では初のアルファベットが入る形式名になった。
300番台は2024年（令和6年）2月までに自動列車運転装置が全編成に搭載され、5300番台に改番している。2024年（令和6年）3月・7月に100番台の2本に自動列車運転装置が全車に搭載され、5100番台に改番している。

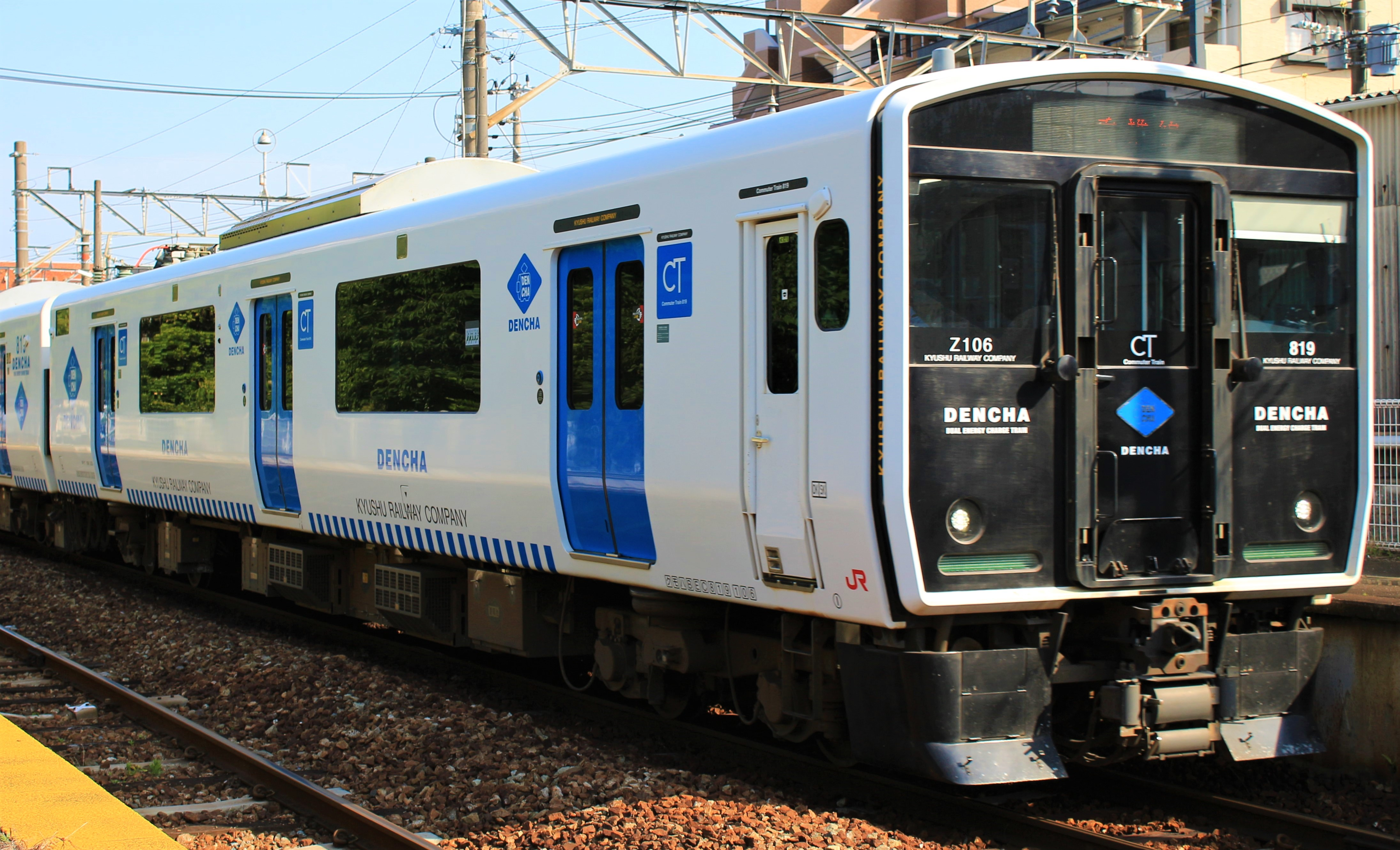
クモハBEC819形（Mc）
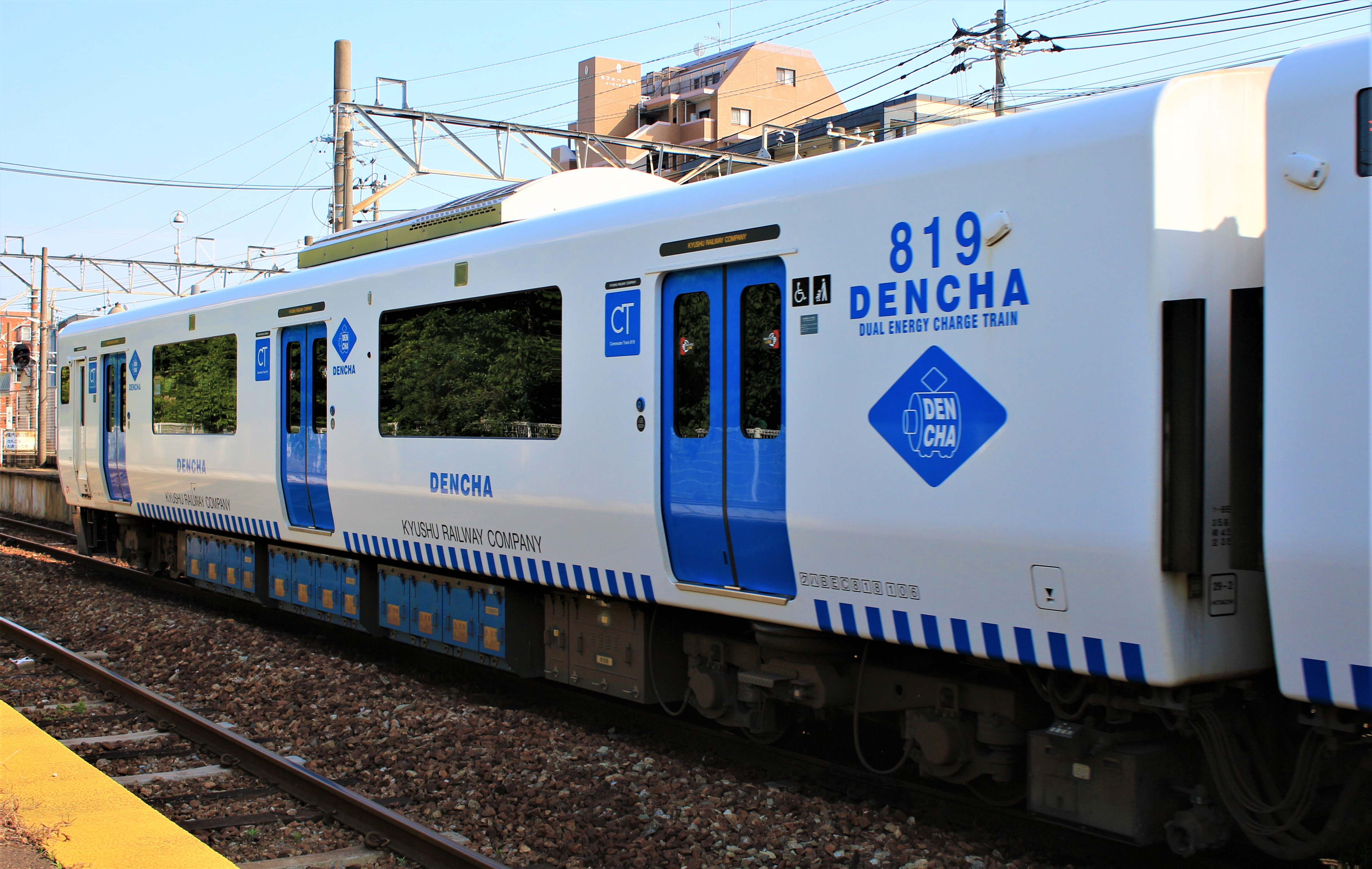
クハBEC818-106

2両編成の若松・西戸崎方に連結される制御電動車。主電動機・主変圧器・主変換装置（CI）・補助電源装置（SIV）・電動空気圧縮機（CP）・制御用蓄電池を搭載。
集電用のパンタグラフを搭載するがパンタ部分は非電化区間での運用に備え低屋根構造（パンタ折り畳み高さ3980 mm）となっている。
クハBEC818形との連結側車端部に機器室を設置。
- クハBEC818形（Tc）

2両編成の直方・宇美方に連結される制御車。主回路用蓄電池（Bt）を搭載。
クモハBEC819形との連結側車端部にバリアフリー対応の清水空圧式洋式トイレと車椅子スペースを設置。
2019年（平成31年）に香椎線向けに投入された300番台では量産先行車・量産車の使用状況を踏まえて、以下の変更点がある。
- 香椎線の走行距離を考慮し、蓄電池の容量を増大[18]。
- ワンマン運転時の乗降確認用の車側カメラシステムを搭載[18]。
- 車側カメラシステムの搭載に伴い、イーサネット通信用電気連結器を追加[18]。
  - 従来の2段式電気連結器（電連）の左右にイーサネット対応高速伝送回路用電連を追加した[18]。
- 防護無線自動発報装置を追加[18]。
  - 車両に作用する加速度をセンサーで感知し、衝突事故、脱線事故、転覆事故などが発生したと判断した場合、防護無線の自動発報と乗務員への警告を行うものである[18]。

- クモハBEC819-106
- クハBEC818-106

| ← 若松博多（篠栗線） → ← 西戸崎・折尾（鹿児島本線）宇美・二日市 → | ← 若松博多（篠栗線） → ← 西戸崎・折尾（鹿児島本線）宇美・二日市 → | ← 若松博多（篠栗線） → ← 西戸崎・折尾（鹿児島本線）宇美・二日市 → |
| ----------------------------------------------------------------- | ----------------------------------------------------------------- | ----------------------------------------------------------------- |
| 形式                                                              | ＜ クモハBEC819 -#0 -#5100 -#5300 （Mc）                          | クハBEC818 -#0 -#5100 -#5300 （Tc）                               |
| 定員                                                              | 133                                                               | 131                                                               |

### 所属・運用
2024年（令和6年）10月1日現在、直方車両センターに0番台2両編成×5本（ZG001 - ZG005編成）、5100番台2両編成×2本（ZG5106・ZG5107編成）、5300番台2両編成×11本（ZG5301 - ZG5311編成）の36両が配置されているが、香椎線・鹿児島本線運用については南福岡車両区竹下車両派出に常駐して運用されている。
運行区間
- 筑豊本線（若松駅 - 桂川駅間）
- 篠栗線
  - 福北ゆたか線の直方駅 - 博多駅間は817系と併結して運行される。
- 香椎線
- 鹿児島本線（折尾駅 - 二日市駅間）

## 沿革
- 2016年（平成28年）
  - 4月：量産先行車1編成2両（ZG001）竣工[8]。
  - 8月24日：直方車両センターにてZG001編成を報道陣に公開。
  - 10月1日 - 直方駅 - 中間駅間で試乗会を実施。
  - 10月19日：ZG001編成を若松線に先行投入し、営業運転開始。若松駅で出発式が行われた。
- 2017年（平成29年）
  - 3月4日：ダイヤ改正に伴い、量産車6編成（ZG002 - ZG007）を投入。若松線の全列車に投入されると共に、福北ゆたか線でも営業運転開始。福北ゆたか線内では817系と連結して運用された。
  - 9月18日：ZG005編成が直方車両センター内で車止めに衝突・脱線し、本線を支障する事故が発生[20]。運用離脱。
- 2018年（平成30年）
  - 9月13日：ZG005編成が運用復帰。
  - 11月21日：ZG007編成に車側カメラを設置する改造が行われ、編成番号をZG107に改番[17]。同様の改造はZG006（→ZG106）編成にも施工されている[17]。
- 2019年（平成31年）3月16日 - ダイヤ改正に伴い、300番台編成11編成22両（ZG301 - ZG311）を投入。香椎線にて営業運転開始。全てのキハ47系列の列車を置き換えた。
- 2019年（令和元年）12月下旬 - 2020年（令和2年）2月中旬：香椎線においてBEC819系による自動運転の走行試験を実施[21]。
- 2020年（令和2年）
  - 3月8日：新型コロナウイルス感染症対策として押しボタン式開閉ドア（スマートドア）の運用を中止[22]。
  - 3月14日：ダイヤ改正に伴い、香椎線から鹿児島本線への直通運転開始[23]。
  - 12月10日：ZG311編成に自動列車運転装置を搭載する改造が行われ、編成番号をZG5311に改番[17]。
  - 12月24日：香椎線西戸崎駅 - 香椎駅間で実際の営業列車を使用した「自動列車運転装置」による自動運転の実証実験を開始[24][25][26]。自動運転時も運転士が乗務する。
- 2022年（令和4年）3月12日：香椎線での自動運転実証実験の対象列車を拡大するとともに、対象区間を西戸崎駅 - 宇美駅の全線に拡大[27]。
- 2023年（令和5年）
  - 3月：鹿児島本線赤間駅 - 久留米駅間で「自動列車運転支援装置」の走行試験を開始[28]。
  - 7月1日：新型コロナウイルス感染症対策として運用を中止していた押しボタン式開閉ドア（スマートドア）の使用を再開。
- 2024年（令和6年）
  - 2月9日：ZG309編成に自動列車運転装置を搭載する改造が行われ、編成番号をZG5309に改番。300番台の5300番台化が終了[17]。
  - 3月16日：自動運転実証実験の対象拡大[29]。
    - 香椎線での自動運転実証実験の一部で"GOA2.5 自動運転"（自動運転乗務員乗務）を開始。
    - 鹿児島本線折尾駅 - 二日市駅間の普通列車において、自動運転の実証実験（運転士乗務）を開始[30]。

  - 3月29日：ZG106編成に自動列車運転装置を搭載する改造が行われ、編成番号をZG5106に改番[17]。
  - 7月4日：ZG107編成に自動列車運転装置を搭載する改造が行われ、編成番号をZG5107に改番。100番台の5100番台化が終了[17]。

## 編成表
2024年（令和6年）10月1日現在
- 全車日立製作所笠戸事業所製造
- 全車直方車両センター所属

| ← 若松博多（篠栗線） → ← 西戸崎・折尾（鹿児島本線）宇美・二日市 → | ← 若松博多（篠栗線） → ← 西戸崎・折尾（鹿児島本線）宇美・二日市 → | ← 若松博多（篠栗線） → ← 西戸崎・折尾（鹿児島本線）宇美・二日市 → | ← 若松博多（篠栗線） → ← 西戸崎・折尾（鹿児島本線）宇美・二日市 → | ← 若松博多（篠栗線） → ← 西戸崎・折尾（鹿児島本線）宇美・二日市 → | ← 若松博多（篠栗線） → ← 西戸崎・折尾（鹿児島本線）宇美・二日市 → | ← 若松博多（篠栗線） → ← 西戸崎・折尾（鹿児島本線）宇美・二日市 → |
| ----------------------------------------------------------------- | ----------------------------------------------------------------- | ----------------------------------------------------------------- | ----------------------------------------------------------------- | ----------------------------------------------------------------- | ----------------------------------------------------------------- | ----------------------------------------------------------------- |
| 編成 番号                                                         | クモハ BEC819                                                     | クハ BEC818                                                       | 落成日                                                            | 車外カメラ 設置                                                   | 自動運転装置 設置                                                 | 備考                                                              |
| ZG001                                                             | 1                                                                 | 1                                                                 | 2016/05/12                                                        |                                                                   |                                                                   |                                                                   |
| ZG002                                                             | 2                                                                 | 2                                                                 | 2017/02/14                                                        |                                                                   |                                                                   |                                                                   |
| ZG003                                                             | 3                                                                 | 3                                                                 | 2017/02/14                                                        |                                                                   |                                                                   |                                                                   |
| ZG004                                                             | 4                                                                 | 4                                                                 | 2017/02/14                                                        |                                                                   |                                                                   |                                                                   |
| ZG005                                                             | 5                                                                 | 5                                                                 | 2017/02/25                                                        |                                                                   |                                                                   |                                                                   |
| ZG5106                                                            | 5106                                                              | 5106                                                              | 2017/02/25                                                        | 2019/03/17                                                        | 2024/03/29                                                        |                                                                   |
| ZG5107                                                            | 5107                                                              | 5107                                                              | 2017/02/25                                                        | 2018/11/21                                                        | 2024/07/04                                                        |                                                                   |
| ZG5301                                                            | 5301                                                              | 5301                                                              | 2018/12/05                                                        | 落成時より                                                        | 2022/03/04                                                        |                                                                   |
| ZG5302                                                            | 5302                                                              | 5302                                                              | 2018/12/05                                                        | 落成時より                                                        | 2022/01/13                                                        |                                                                   |
| ZG5303                                                            | 5303                                                              | 5303                                                              | 2019/01/10                                                        | 落成時より                                                        | 2022/10/14                                                        |                                                                   |
| ZG5304                                                            | 5304                                                              | 5304                                                              | 2019/01/10                                                        | 落成時より                                                        | 2022/12/20                                                        |                                                                   |
| ZG5305                                                            | 5305                                                              | 5305                                                              | 2019/01/10                                                        | 落成時より                                                        | 2023/10/13                                                        |                                                                   |
| ZG5306                                                            | 5306                                                              | 5306                                                              | 2019/01/29                                                        | 落成時より                                                        | 2023/03/30                                                        |                                                                   |
| ZG5307                                                            | 5307                                                              | 5307                                                              | 2019/01/29                                                        | 落成時より                                                        | 2023/12/17                                                        |                                                                   |
| ZG5308                                                            | 5308                                                              | 5308                                                              | 2019/01/29                                                        | 落成時より                                                        | 2023/02/15                                                        |                                                                   |
| ZG5309                                                            | 5309                                                              | 5309                                                              | 2019/02/19                                                        | 落成時より                                                        | 2024/02/09                                                        |                                                                   |
| ZG5310                                                            | 5310                                                              | 5310                                                              | 2019/02/19                                                        | 落成時より                                                        | 2022/06/24                                                        |                                                                   |
| ZG5311                                                            | 5311                                                              | 5311                                                              | 2019/02/19                                                        | 落成時より                                                        | 2020/12/10                                                        |                                                                   |